# 自由断面掘削機

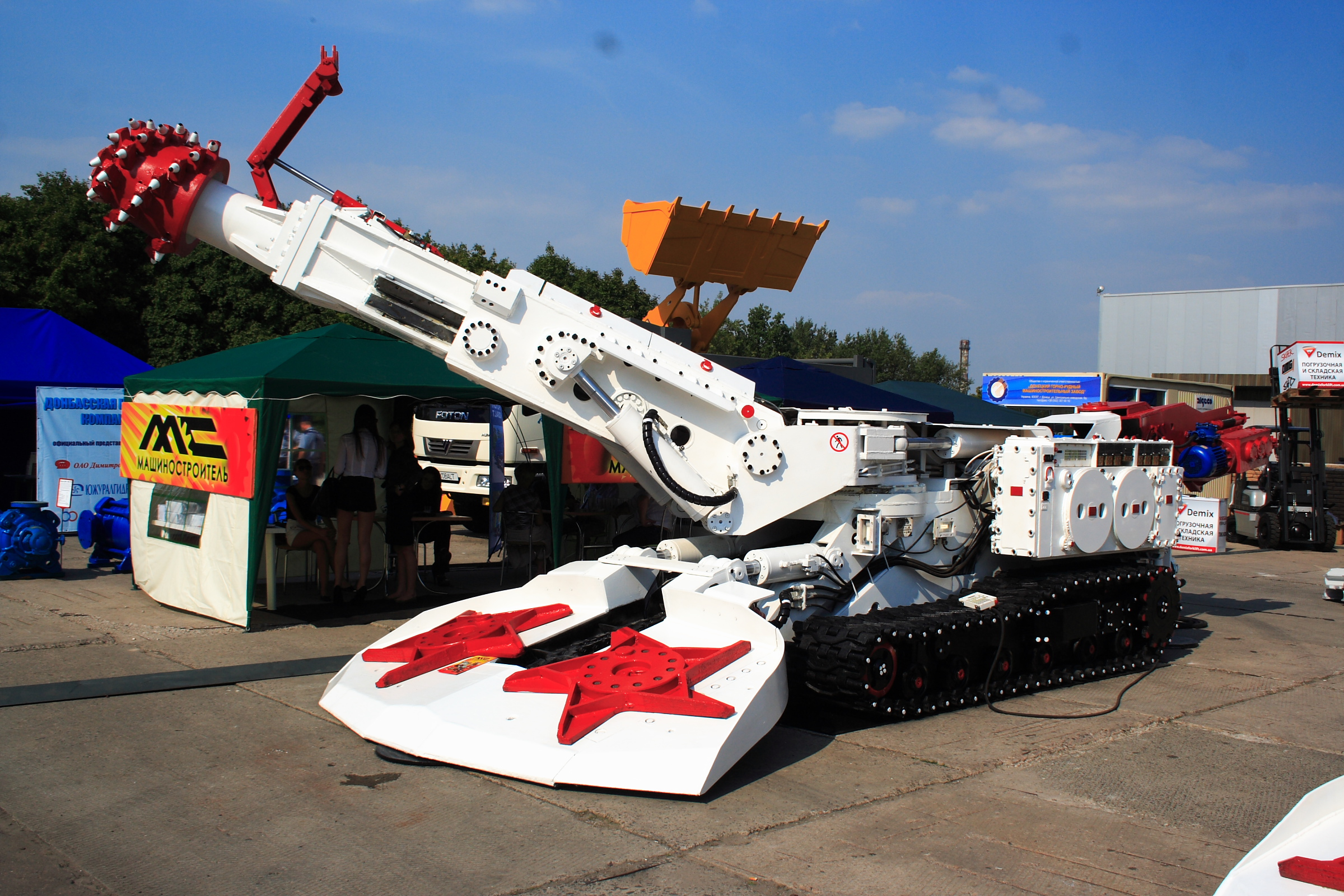
ロシア･ドネツクでの石炭/鉱業2012展示会にて
（2012年）

自由断面掘削機（じゆうだんめんくっさくき）は、トンネル工事、鉱物掘削等の坑道掘削に使用される土木機械である。
製造各社ではロードヘッダ、ブームヘッダー、ミゼットマイナー等の商品名で呼ばれる。

## 概要
伸縮・上下左右首振り可能なブームを設け、その先端に装備された回転式のボーリングビットで前方の岩盤を掘削するものである。
ボーリングビットは円錐形のヘッドに螺旋状にビットのついたドリル型や、ビットのついた半球形のヘッドが左右に装備された鼓型がある。
キャタピラを履いた車台で自走が可能。前面には掘削した土砂をかき分けるためのブレードが装備されており、土を後方へ送るための小型アームが装備されているものもある。
走行にあたってはディーゼルエンジンを動力とするが、坑道内の酸素供給の関係から掘削作業は外部からの電力を動力としている。
正面からの外観は、螺旋型ボーリングビットやキャタピラのためSF作品に登場する地底戦車を思わせるものである。

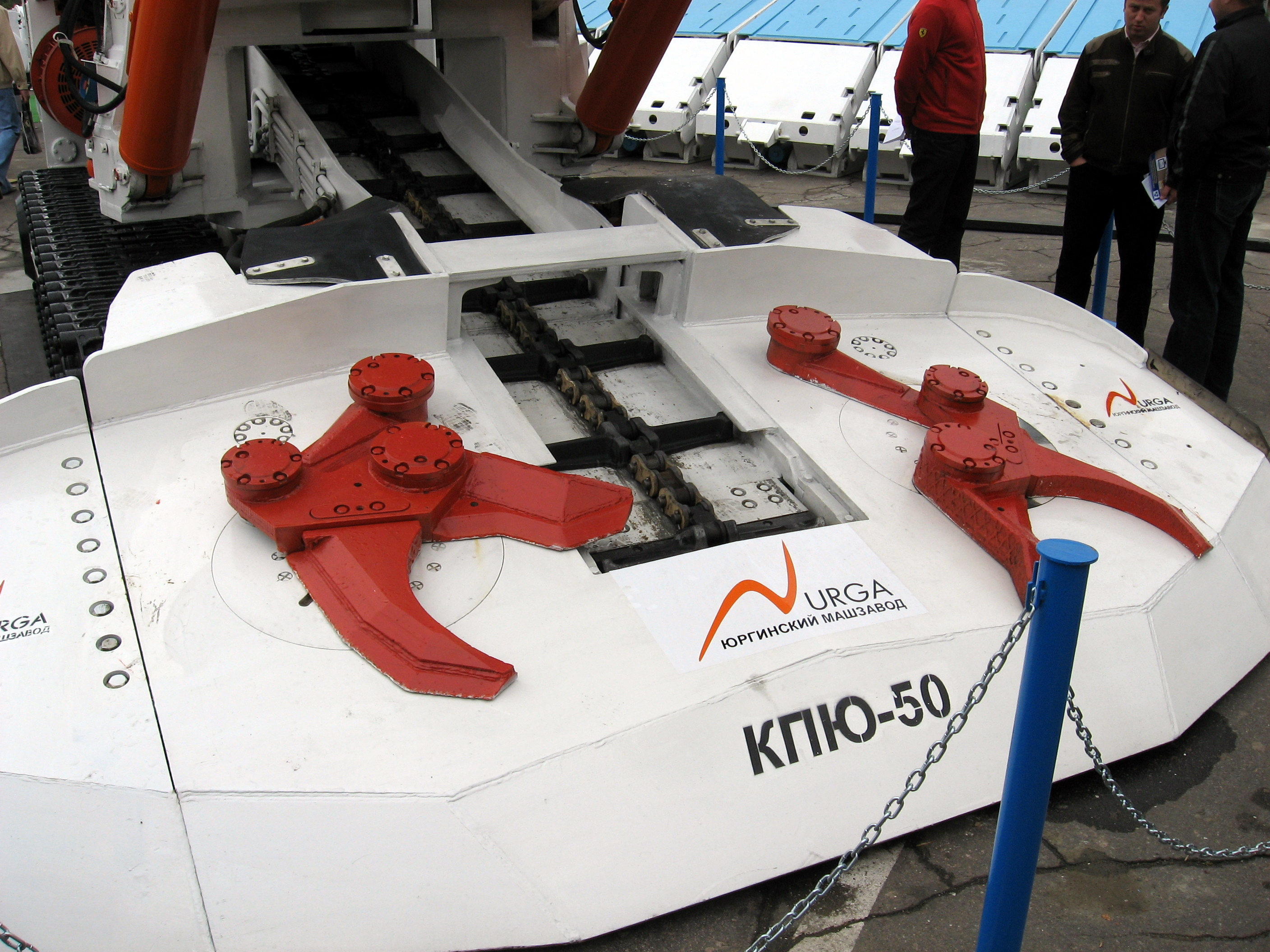
土砂をかき寄せるブレードと小型アーム。 （2010年）
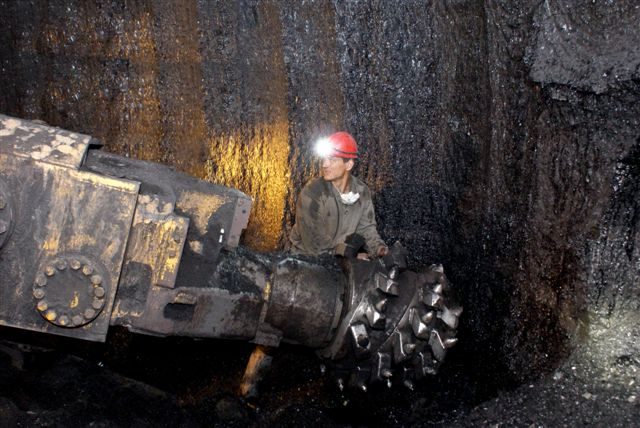
ロシアのアレクシエフスカヤ炭鉱の切羽での作業。ビットのついたヘッドが見える。 （2009年）

## 主なメーカー
- 三井三池製作所（日本）
陸上自衛隊の施設科では坑道掘削装置の名で使用されている[1]。
- KYB → カヤバシステムマシナリー（日本）
当社のブームヘッダーはトミカシリーズからミニカーが発売されていた[2]。
- 古河機械金属(日本)
- アルパイン（アメリカ）
- ドスコ（カナダ）

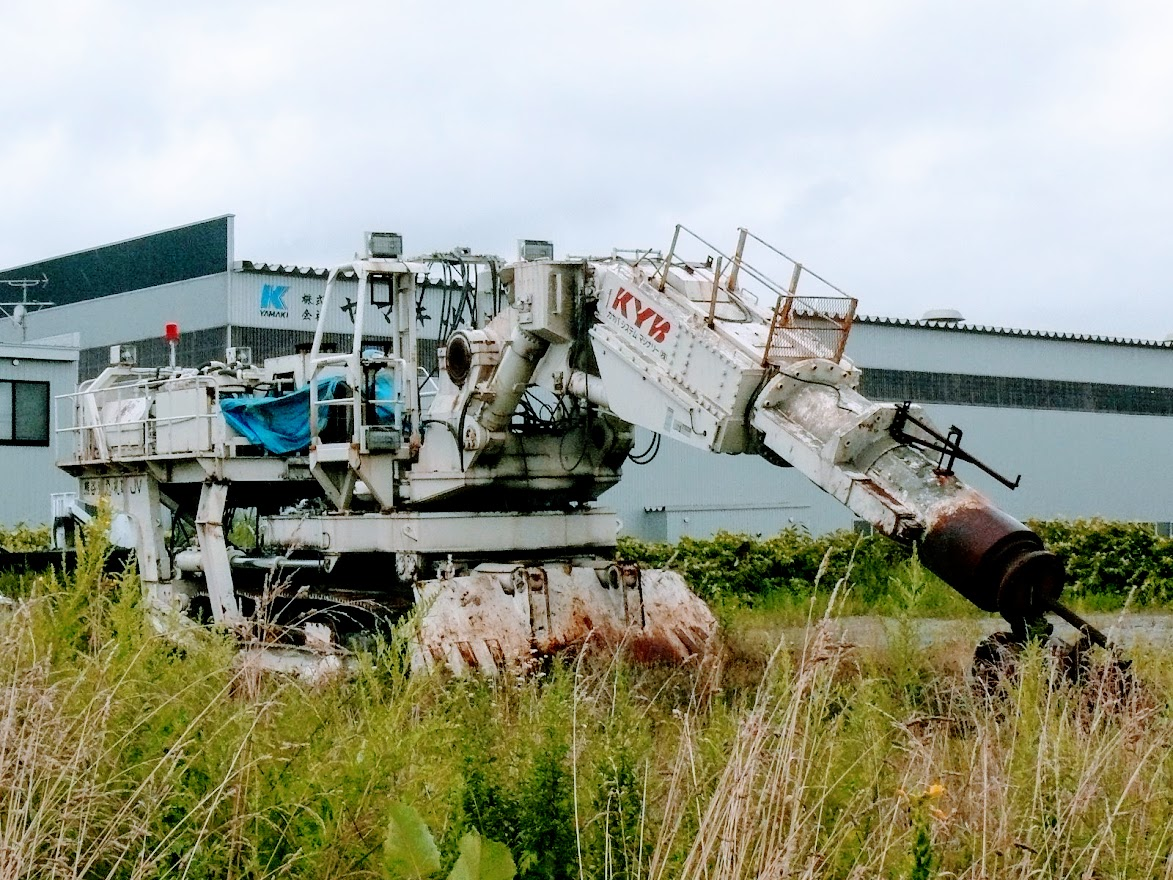
カヤバシステムマシナリーのブームヘッダー （2011年）
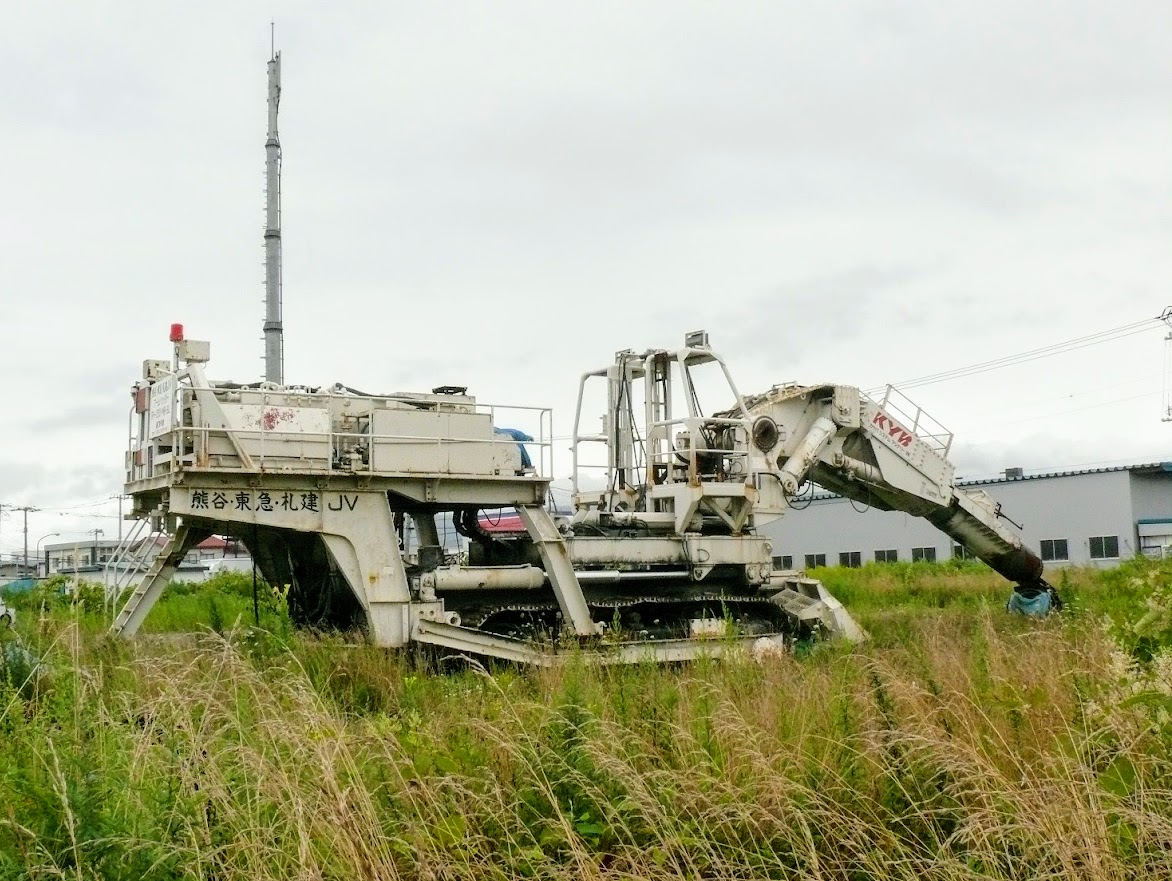
ブームヘッダーの側面 （2011年）